# Djali
 Djali est un village de la commune de Mayo-Baléo situé dans la région de l'Adamaoua et le département du Faro-et-Déo, à proximité de la frontière avec le Nigeria.

## Population
Lors du recensement de 2005, le village comptait 559 personnes, 286 de sexe masculin et 273 de sexe féminin.